# Sanzu-no-kawa

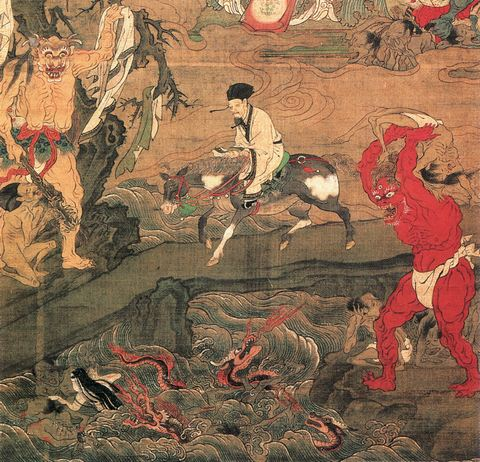
Una raffigurazione del Fiume Sanzu, dove i buoni possono passare per il ponte mentre i malvagi sono scaraventati nelle rapide piene di creature draconiche.

Il Fiume Sanzu (giapponese:  三途の川), o Fiume dei tre guadi, è un fiume mitico nella tradizione Buddista giapponese simile al Vaitarna indù o allo Stige greco. Prima di raggiungere l'aldilà, le anime dei defunti devono attraversare il fiume in uno dei tre punti: un ponte, un guado o un tratto profondo e pieno di serpi. Il peso delle colpe commesse in vita determina quale percorso il defunto dovrà percorrere ed è credenza comune che un totale di sei mon debba essere pagato prima che all'anima sia concesso di attraversare il fiume. Questa credenza si esprime nei funerali giapponesi, dove il prezzo da pagare è posto nella cassa assieme al morto.
Si ritiene folcloristicamente che il fiume Sanzu si trovi nei pressi del Monte Osore, una zona desolata del Giappone settentrionale.